# 金野恵子
金野 恵子（こんの けいこ、1959年4月7日 - ）は、日本の女優、声優。東京俳優生活協同組合所属。北海道出身。

## 来歴
1981年、文学座研究所20期。1982年、俳協養成所10期生。

## 人物
声種はアルト。方言は北海道弁。
特技は普通自動車、小唄、端唄。

## 出演作品

### 吹き替え

#### 映画
- アート・オブ・ウォー ※ソフト版
- アイ・オリジンズ
- 悪魔たち、天使たち（ボニー・マーティン〈アリー・ウォーカー〉）
- 悪魔の毒々バーガー（モニカ）
- アタック・オブ・ザ・ジャイアント・ケーキ（ジョイ〈マイリアム・ヴォウロー〉）
- アトミック・トレイン（メーガン・シーガー〈クリスティン・デイヴィス〉）※テレビ朝日版
- イン・ザ・ネイビー（エミリー〈ローレン・ホリー〉）
- インタビュー・ウィズ・ヴァンパイア（ニューオーリンズの売春婦〈インドラ・オーヴ〉）※フジテレビ版
- インデペンデンス・デイ（ティファニー[4]）※テレビ朝日版（日本語吹替完全版Blu-rayBOX収録）
- ヴァンパイア・イン・ブルックリン ※フジテレビ版
- ウォー・ストーリーズ（ゲイル〈ルイーズ・ロンバード〉）
- エア★アメリカ（アリスン）
- エイセス/大空の誓い ※ソフト版
- エスケープ・フロム・L.A.（リポーター）※フジテレビ版
- X-MENシリーズ（ミスティーク〈レベッカ・ローミン〉）※テレビ朝日版
  - X-メン
  - X-MEN2[5]）
  - X-MEN:ファイナル ディシジョン
- L.A.コンフィデンシャル（リン・ブラッケン〈キム・ベイシンガー〉）※フジテレビ版（BD収録）
- カウチ・イン・ニューヨーク（ベアトリス・ソルニエ〈ジュリエット・ビノシュ〉）
- 帰ってきた白バイ野郎ジョン&パンチ（モニカ）
- カナディアン・エクスプレス（キャスリン・ウェラー）※フジテレビ版
- クイーンズ・ロジック/女の言い分・男の言い訳（グレイス〈ジェイミー・リー・カーティス〉）※VHS版
- グラマラスハンター
- クルーエル・インテンションズ2（ティファニー・メルトゥイユ〈ミミ・ロジャース〉）
- 刑事ジョー ママにお手あげ ※フジテレビ版
- ゴースト/ニューヨークの幻（モリー・ジェンセン〈デミ・ムーア〉）※フジテレビ版
- ゴーストバスターズ2（母親〈メアリー・エレン・トレイナー〉）※フジテレビ版（日本語吹替完全収録版Blu-ray BOX収録）
- 恋する宇宙（レベッカ〈エイミー・アーヴィング〉）
- 恋する40DAYS
- JM（プリティ〈トレイシー・トゥイード〉）
- 死の標的（メリッサ）※フジテレビ版
- シャドーチェイサー/地獄の殺戮アンドロイド（ナオミ）
- ジュマンジ（マーサ・シェパード）※フジテレビ版（デラックスエディションBD収録）
- ショウタイム（チェイス・レンジー〈レネ・ルッソ〉）※ソフト版
- スピード（ロビン）※フジテレビ版、テレビ朝日版
- スペシャリスト ※ソフト版
- セブン ※テレビ東京版
- ダイ・ハード2（サマンサ・コールマン〈シーラ・マッカーシー〉）※フジテレビ版
- ダブル・ジョパディー（アンジー〈アナベス・ギッシュ〉）※テレビ朝日版
- 追跡者（サヴァナ・クーパー連邦副保安官〈ラターニャ・リチャードソン〉）※テレビ朝日版
- テキーラ・サンライズ（ジョー・アン・ヴァレナーリ〈ミシェル・ファイファー〉）※フジテレビ版
- デッド・オア・アライブ/監獄の街（トレイシー･ディーキン）
- ドメスティック・フィアー（ダイアン）
- ドン・ボスコ（マルゲリータ・ボスコ）
- 二重告訴（カレン・ハート〈セーラ・ウォード〉）
- ニュー・ジャック・シティ（ホーキンス検事）※ソフト版
- ネイビー・フォース/テロリスト壊滅作戦（マーシー）
- ハード・ターゲット（カーマイン・ミッチェル刑事〈ケイシー・レモンズ〉）※フジテレビ版
- パーフェクト・ワールド（ルーシー、ボブの妻）※ソフト版
- バスキア（メアリー・ブーン〈パーカー・ポージー〉）
- バッドボーイズ ※フジテレビ版
- バットマン フォーエヴァー（マーガレット）※ソフト版
- パラサイト（エリザベス・バーク〈ファムケ・ヤンセン〉）※ソフト版
- ハンガー・ゲームシリーズ（エヴァディーン夫人〈ポーラ・マルコムソン〉）
  - ハンガー・ゲーム
  - ハンガー・ゲーム2
  - ハンガー・ゲーム FINAL: レジスタンス
  - ハンガー・ゲーム FINAL: レボリューション
- ビッグ・トラブル（ペネロペ・ウッド〈ナターシャ・マケルホーン〉）
- 必殺処刑コップ ※テレビ東京版
- 瞳が忘れない/ブリンク（キャンディス〈ローリー・メトカーフ〉）
- ビバリーヒルズ・コップ3 ※フジテレビ版
- ファイナル・デスティネーション（ヴァレリー・ロートン）※テレビ朝日版
- ファントム・ファイアー
- フェイス/オフ（ウィンタース、リポーター）※フジテレビ版
- フォートレス2（スーザン・メンデンホール〈パム・グリア〉）
- フォーリング・ダウン ※テレビ朝日版
- ブラックジャック（シンダー・ジェイムス）※テレビ朝日版
- プリティ・ウーマン（エリザベス・スタッキー〈エイミー・ヤスベック〉[6]）※テレビ朝日版
- 僕のボーガス（ルース・クラーク〈シェリル・リー・ラルフ〉）
- ボディ・ターゲット ※テレビ朝日版
- マスク ※日本テレビ版
- マッドマックス2（女戦士〈ヴァージニア・ヘイ〉）※TBS版（スーパーチャージャー・エディションBD収録）
- マンハッタン花物語（ウェンディ〈アリー・ウォーカー〉）
- 身代金（キンバ・ウェルシュ捜査官）※テレビ朝日版
- ミュータント・ニンジャ・タートルズ2 ※ソフト版
- 女神が家にやってきた（アシュリー〈ミッシー・パイル〉）
- めぐり逢えたら（ヴィクトリア）※フジテレビ版
- メジャーリーグ2（レベッカ・フラネリー〈アリソン・ドゥーディ〉）
- ユー・ガット・メール（ジリアン・クイン〈カーラ・シーモア〉）※フジテレビ版
- 夜の道（ヴァーナ・キンブル）※ソフト版
- ラスト・アクション・ヒーロー（アイリーン・マディガン〈マーセデス・ルール〉）※フジテレビ版（デラックスエディションBlu-ray収録）
- ラスト・ボーイスカウト ※フジテレビ版
- ランボー/怒りの脱出（コー・バオ〈ジュリア・ニクソン＝ソウル〉）※フジテレビ版
- リーサル・ウェポン3 ※テレビ朝日版
- ワンス・アポン・ア・タイム・イン・チャイナ&アメリカ 天地風雲（スーザン）

#### ドラマ
- アヴァロンの霧（モーゴース〈ジョアン・アレン〉）
- 秋の童話（キム）
- インディ・ジョーンズ/若き日の大冒険
- NCIS: ニューオーリンズ シーズン2 #8（ヴィヴィアン・ランバート〈キルステン・ネルソン〉）
- グッド・ワイフ2（ペイジ・バーチフィールド）
- クリミナル・マインド3 FBI行動分析課 #3（ベス）
- コールドケース6
- 新・逃亡者（ヘレン・キンブル〈ケリー・ラザフォード〉）※フジテレビ版
- 新ビバリーヒルズ青春白書
- 則天武后（蕭淑妃）
- ディフェンダーズ 闘う弁護士
- バビロン5（タリア・ウィンタース）
- 反逆のヒーローレネゲイド（シャイアン・フィリップス〈キャスリーン・キンモント〉）
- マードック・ミステリー 〜刑事マードックの捜査ファイル〜（ファニー・ロビンソン）
- メルローズ・プレイス（キンバリー〈マーシャ・クロス〉）

#### アニメ
- バットマン・ザ・フューチャー（メアリー・マクギニス）
- バットマン・ザ・フューチャー 蘇ったジョーカー（メアリー・マクギニス）

### テレビアニメ
1994年
- ツヨシしっかりしなさい（講師A）

1996年
- シンデレラ物語（カトリーヌ）
- 超者ライディーン（疾風の母）

1999年
- ∀ガンダム（農婦A）

2003年
- 君が望む永遠（遙の母）
- ストラトス・フォー（中村法恵）

2004年
- 忘却の旋律（浜崎・母）

2005年
- 巌窟王（メイド1、司書）

2006年
- 結界師（墨村守美子）

2013年
- きんいろモザイク（校長先生）

2021年
- プラオレ!〜PRIDE OF ORANGE〜（水沢雪乃）

### 劇場アニメ
- 機動戦士ガンダムIII めぐりあい宇宙編 特別版（2000年、ゼナ）
- 劇場版 きんいろモザイク Thank You!!（2021年、校長先生）

### OVA
- 君が望む永遠〜Next Season〜（2007年、涼宮薫）
- 仏教ものがたり 第5巻（2009年、ナレーション）

### 特撮
- スーパー戦隊シリーズ
  - 科学戦隊ダイナマン
  - 地球戦隊ファイブマン（メドーの声）
  - 百獣戦隊ガオレンジャー（メガネオルグの声）
- メタルヒーローシリーズ
  - 機動刑事ジバン
  - 重甲ビーファイター（ジェラの声）
  - 劇場版 重甲ビーファイター（ジェラの声）

### テレビドラマ
- はぐれ刑事純情派（スナックのママ）
- 迷宮課刑事おみやさん
- 私鉄沿線97分署